# Болотник наземный
Боло́тник назе́мный (лат. Callitriche terrestris) — вид цветковых растений рода Болотник (лат. Callitriche) семейства Подорожниковые (лат. Plantaginaceae). Найден в Канаде и на востоке США (штаты Алабама, Огайо). Водное растение.

## Список подвидов
Выделяют следующие подвиды вида Callitriche terrestris:
- Callitriche terrestris subsp. subsessilis (Fassett) Bacig.
- Callitriche terrestris subsp. terrestris
- Callitriche terrestris subsp. turfosa (Bertero ex Hegelm.) Bacig.[1]